# Lowell Ranger Station
La Lowell Ranger Station est une station de rangers américaine dans le comté de Pima, en Arizona. Protégée au sein de la forêt nationale de Coronado, elle est construite entre 1934 et 1937 dans le style Pueblo Revival par le Civilian Conservation Corps. Elle est inscrite au Registre national des lieux historiques depuis le 10 juin 1993.